# Università Tecnica di Lisbona
L'Università Tecnica di Lisbona (ufficialmente in portoghese Universidade Técnica de Lisboa, pron. univɨɾsiˈdad(ɨ) ˈtɛknikɐ dɨ liʒˈboɐ, sigla UTL) è un'università pubblica del Portogallo. È stata creata nel 1930 a Lisbona, come una confederazione delle vecchie scuole, e comprende, oggi, le facoltà e gli istituti di medicina veterinaria, scienze agrarie, economia e gestione aziendale, ingegneria, scienze sociali e politiche, architettura e cinetica umana.